# Melanie Platz
Melanie Platz (* 1985/86 in Neustadt an der Weinstraße) ist eine deutsche Mathematikdidaktikerin.

## Leben
Platz erwarb 2009 das 1. Staatsexamen für das Realschullehramt (Mathematik & Bildende Kunst) an der Universität Koblenz-Landau, wo sie 2014 bei Engelbert Niehaus, Marlien Herselman und Hugo Lotriet zur Dr. rer. nat. im Fach Mathematik promoviert wurde und von 2011 bis 2016 als wissenschaftliche Mitarbeiterin und Lehrkraft für besondere Aufgaben tätig war. Im Zeitraum zwischen 2017 und 2019 übernahm sie Vertretungsprofessuren für Didaktik der Mathematik an der Universität Siegen, eine DAAD-geförderte Kurzzeitdozentur an der Universität Pretoria und war wissenschaftliche Mitarbeiterin an der Universität Siegen sowie der Europa-Universität Flensburg.
Nach einer Lehrtätigkeit als Hochschulprofessorin für Mathematikdidaktik in der Primarausbildung an der Pädagogischen Hochschule Tirol von 2019 bis 2021 ist sie seit 2021 Universitätsprofessorin für Didaktik der Primarstufe – Schwerpunkt Mathematik an der Universität des Saarlandes.

## Veröffentlichungen (Auswahl)
- Mathematical Modelling of GIS Tailored GUI Design with the Application of Spatial Fuzzy Logic.